# Корпарско плетарски занат
Корпарско - плетарски занат представља престару радиност, којој служи природни материјал уз минималну обраду и уз помоћ алата дневне употребе, сачувала се у једнаком ерголошком поступку од древне старине па све до наших дана. Плетење кошара (плетених корпи) и других сличних производа распрострањено је у готово читавом свијету.

## Историја
Најстарији слој плетарске културе чини мотање снопова сламе у спирале те везање ликом. Овај облик плетарске културе среће се у Средоземљу, источној Азији, Меланезији и Аустралији. Најстарији спомен о плетењу кошара у БиХ налазимо у Рипчу код Бихаћа гдје је пронађен фрагмент посуде изграђен плетарском техником. Овај фрагмент датира из касног бронзаног доба. На територији Републике Српске у данашњем времену није пронађена врста плетарства која израђује производе од спирално повезаних снопова сламе. На терену су пронађене само двије врсте корпарско-плетарског заната: плетење производа од љесковог (Corylus avallana) прућа и плетење од врбових (Salix) шиба. На територији Краљебине Југославије постојале су двије Школе корпарског заната и то у Београду на Топчидеру и у Сарајеву. Међутим за овај вид образовања није било интересовања у великим градовима, па су ове школе убрзо и затворене. Према подацима из 1922. године, главни центри овог заната на данашњој територији Републике Српске били су Бијељина, Шамац, Босански Брод, Бања Лука и дистрикт Брчко. Године 1922. произведено је 150.000 корпи за воће од самониклог врбовог шиба.

## Подјела

### Плетење љесковим прућем
Плетарство љесковим прућем развијено је у сеоским срединама Републике Српске. И данас вјештији сељаци, уз обраду земље и сточарство баве се плетењем разних употребних предмета. Производи се праве у слободно вријеме и служе за личну употребу или за употребу села у којем живе. Плету се: љесе, сепете, крошње, корпе, трнке, вршке и сл. 

### Плетење врбовим шибама
Ова врста корпарско-плетарског заната у прошлости је била заступљена и као вид индустријске, организоване производње и као вид кућне радиности. Главна сировина овог заната у прошлости била је самоникла врбова шиба. Врба добро успијева у мочварним и киселим земљиштима у близини ријека и мочвара па су тако и данас центри овог заната у Републици Српској у Бијељини, Брчком, Шамцу, Орашју, Градачцу и Босанском Броду. Врба се сади у јесен на припремљеном земљишту као и код пољопривредних култура. У прољеће се врши окопавање садница, а два до три пута годишње неопходно их је и прскати. Добро третирана плантажа годишње да 600 до 900 kg шибе по дулуму. За израду производа корпарско-плетарског заната од врбових шиба најквалитетнија је сорта Американ (због еластичности, чврстоће, а током квашења и обликовања у калупима задржава жељени облик).

## Производи корпарско-плетарског заната
Производи корпарско-плетарског заната су многобројни: батаре, корпе за цвијеће, корпе за пијацу, корпе за веш, корпе за кућне љубимце и др. Поред наведених праве се и плетене боце разних облика и величина, столови и столице разних величина, трнке, сталаже, разни украсни производи и др.

## Алати корпарско-плетарског заната
Алатке које се користе за израду производа корпарско-плетарског заната: тестере, маказе и косачице за шишање и кошење врбе, казан за кување шибе, гуљач за шибу, клијешта, чекићи, шило за саму израду производа и калупи на којима се обликују производи.